# Ecuadorana bicolor
Ecuadorana bicolor är en tvåvingeart som beskrevs av Townsend 1912. Ecuadorana bicolor ingår i släktet Ecuadorana och familjen parasitflugor.
Artens utbredningsområde är Ecuador. Inga underarter finns listade i Catalogue of Life.